# Arroyo Medrano
El Arroyo Medrano es un arroyo de la ciudad de Buenos Aires, Argentina, que sigue su curso bajo la Avenida Ruiz Huidobro, la Avenida García del Río y la Avenida Comodoro Martín Rivadavia. 
El arroyo Medrano se encuentra entubado y soterrado.
Es el segundo arroyo entubado más importante de la ciudad luego del Arroyo Maldonado. Luego del arroyo Medrano le sigue en importancia el Arroyo Vega.

## Recorrido

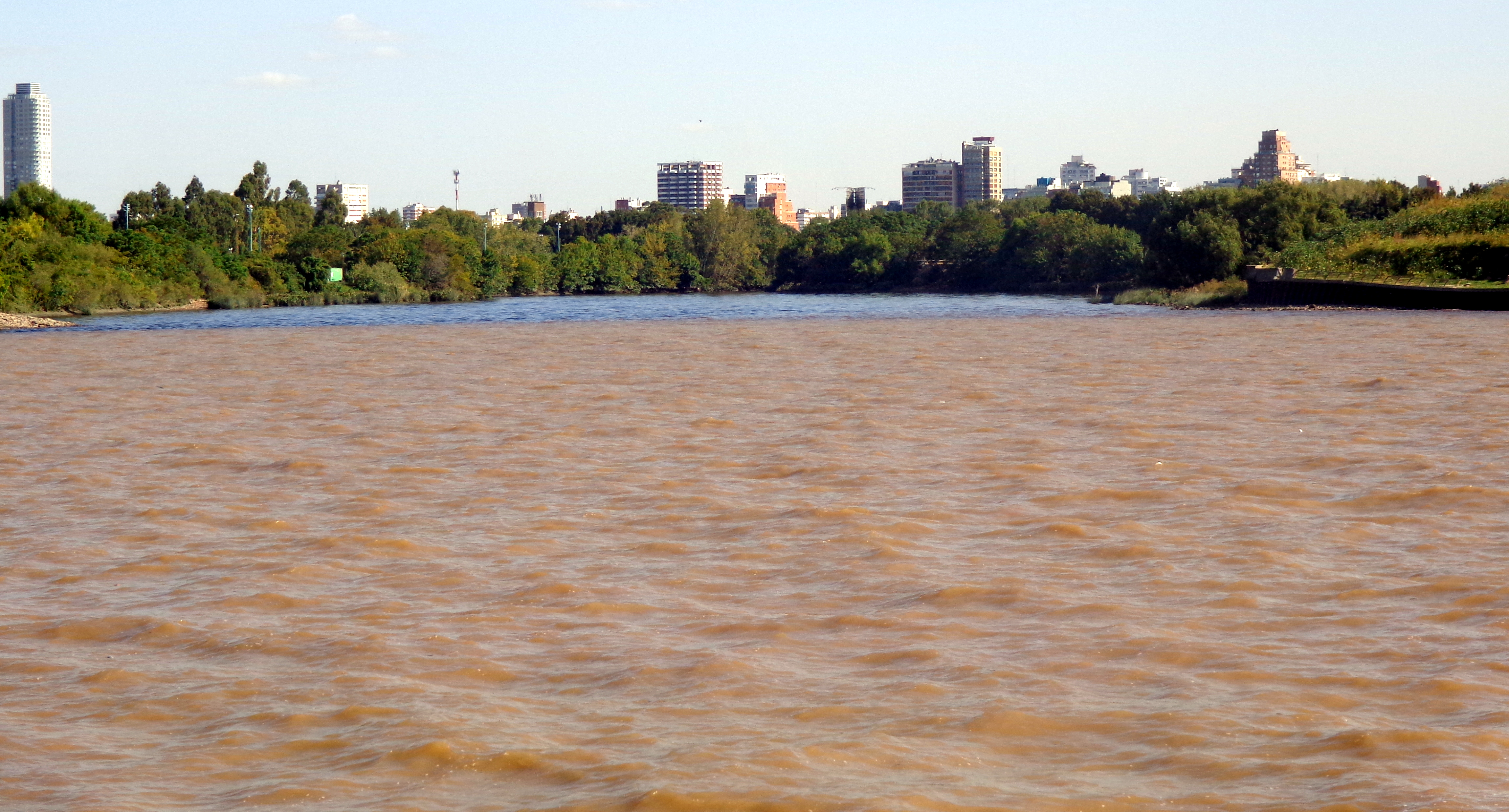
Desembocadura del arroyo Medrano en el Río de la Plata.

El arroyo Medrano nace en el partido de General San Martín al noroeste del Gran Buenos Aires; al atravesar la avenida General Paz e ingresar en la Ciudad Autónoma de Buenos Aires discurre entubado por los barrios de Saavedra y Núñez, más precisamente cursa por debajo del Parque Sarmiento, la Avenida Ruiz Huidobro, la calle Vilela, el Parque Saavedra, la avenida García del Río y la avenida Comodoro Martín Rivadavia, luego de atravesar la avenida Lugones corre a cielo abierto, pero rectificado, unos 300 metros hasta desembocar en el Río de la Plata.

### Afluentes principales
El arroyo Medrano posee tres pequeños afluentes (actualmente soterrados) llamados "cañadas" que proceden de la Provincia de Buenos Aires (más exactamente desde el Partido de Vicente López). Tales "cañadas" afluyen al Medrano por la margen izquierda, es decir, por el oeste y noroeste.
La más occidental e importante es la "Cañada de Juan Ruiz de Ocaña" (que no debe ser confundida con el arroyo homónimo afluente del arroyo Morón), la cual se encuentra con el Medrano poco antes de que atraviese la Avenida General Paz e ingrese en la zona del Parque Sarmiento porteño.
Luego (unos cientos de metros más hacia el Este) afluye la Cañada de Antón Higueras de Santana, que ingresa a la Ciudad Autónoma de Buenos Aires en las proximidades de la intersección de la calle Ricardo Balbín con la Av. Gral. Paz y que aporta sus escasas aguas en el Medrano por la calle Vilela antes de llegar al Parque Saavedra.
Por último, la más oriental de las cañadas es la Cañada del Primer Alcalde que ingresa a la Ciudad Autónoma de Buenos Aires casi en la intersección de la calle Pinto con la Avenida General Paz y confluye con el Medrano casi en la intersección de la calle Paroissien con la Avenida Cabildo.

### Parque Saavedra

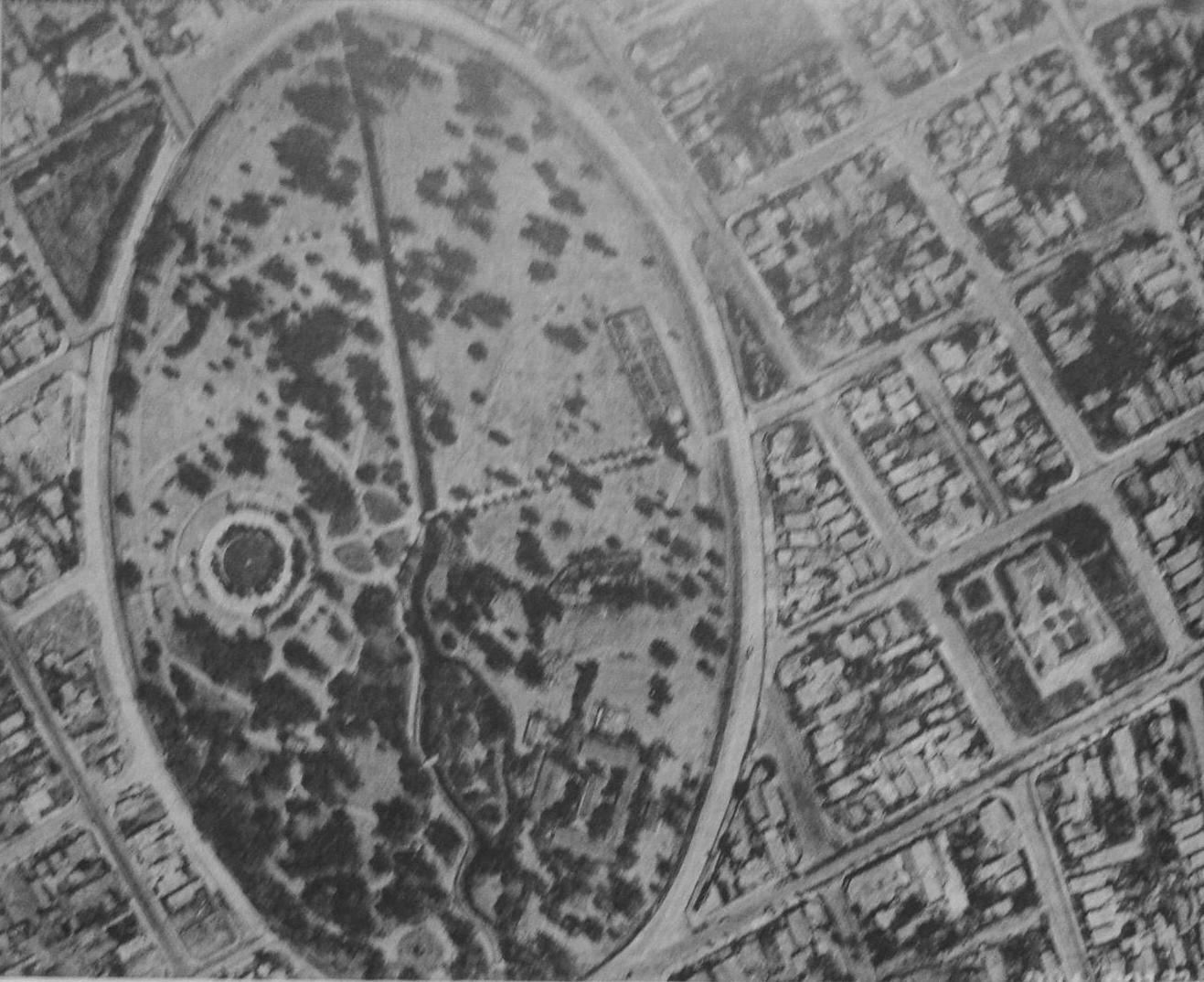
Vista aérea del Parque Saavedra en 1939, con el arroyo Medrano a cielo abierto.

El Parque Saavedra es parte del tramo del arroyo (este parque fue originalmente bautizado como "Paseo del Lago") debido a que en aquel tiempo en su centro había un lago alimentado por el Arroyo Medrano.
El arroyo Medrano se mantuvo a cielo abierto en el Parque, hasta que fue soterrado y entubado, a principios de la década de 1940.
A mediados de 2022, un proyecto del Gobierno de la Ciudad para recrear un tramo del arroyo de 500 metros de longitud, fue rechazado por la comunidad local.

## Historia
En el pasado, el arroyo solo estaba entubado hasta la Avenida Cabildo, quedando al descubierto desde allí hasta su desembocadura en el Río de la Plata. En esas fechas, estas tierras habían sido ganadas al río.
Años más tarde el arroyo Medrano fue entubado casi hasta su desembocadura. Las residencias eran quintas y había algunas fábricas. Estas últimas fueron desapareciendo y sus terrenos dieron espacio al emplazamiento de altos edificios, como los que se encuentran actualmente en la Avenida Comodoro Rivadavia y Avenida del Libertador.

## Inundaciones
El entubado del arroyo en esta zona fue actualizado por una empresa alemana en 2005, durante la gestión de Jorge Telerman,  mejorando considerablemente su calidad, ya que no se han producido más inundaciones como ocurrió en los años 1980 y 1985, en que por efecto de las sudestadas el arroyo se desbordó llegando el agua a 1,5 metros y en algunas áreas hasta 2 metros. 
Desde 2007 no se han realizado obras de mantenimiento en el arroyo, desbordándose periódicamente.
Un informe emitido en agosto de 2012 por la Auditoría porteña indicaba que las obras para aliviar inundaciones estaban paralizadas desde hacía tres años, la Auditoría porteña había denunciado su ejecución en las partidas de la red pluvial. La Legislatura de la ciudad de Buenos Aires aprobó en 2012, una ley que autorizaba al Poder Ejecutivo de la ciudad a emitir bonos por 250 millones de dólares para obras en el arroyo Vega. Sin embargo jefe de gobierno, Mauricio Macri había decidido cancelar la licitación para las obras de control de inundaciones en el Arroyo Vega.
En 2012 a se votó en la Legislatura porteña un presupuesto de 11 millones de pesos para extender la red pluvial, pero se subejecutó el presupuesto, solamente se usó 3 millones del total y el resto habría pasado a otras áreas. Las obras están a manos de la constructora del sobrino del Jefe de gobierno Mauricio Macri.
El martes 2 de abril de 2013, el arroyo desbordó, provocando decesos y destrucción material por un valor de varios millones de pesos. lo que derivó en el anegamiento de diferentes barrios. Estas inundaciones se debieron a la obstrucción de las bocas de tormenta y su falta de mantenimiento por parte del gobierno porteño.

## Últimas obras
El nuevo entubado ensanchó la avenida Comodoro Rivadavia, por lo que fue necesario derribar algunas viviendas. Este ensanchamiento se vio limitado por las vías, y en los pasos a nivel la avenida vuelve a angostarse.